# Buena Vista (Virginia)
Buena Vista (oficialmente como City of Buena Vista), fundada en los años 1800s, es una de las 39 ciudades independientes del estado estadounidense de Virginia. En el año 2000, la ciudad tenía una población de 6,349 habitantes y una densidad poblacional de 358.9 personas por km². Buena Vista se encuentra ubicado dentro del condado de Rockbridge.

## Geografía
Según la Oficina del Censo, la ciudad tiene un área total de 17,7 km² (6,8 mi²), de la cual 17,7 km² (6,8 mi²) es tierra y 0 km² (0 mi²) (0.0%) es agua.

## Demografía
Según la Oficina del Censo en 2000, los ingresos medios por hogar en el condado eran de $32,410, y los ingresos medios por familia eran $39,449. Los hombres tenían unos ingresos medios de $28,921 frente a los $21,029 para las mujeres. La renta per cápita para el condado era de $16,377. Alrededor del 10.4% de la población estaban por debajo del umbral de pobreza.